# Пронин, Николай Харитонович
Николай Харитонович Пронин (31.08.1921 — 31.05.1993) — советский партийный деятель (Рязанская область), Герой Социалистического Труда (07.02.1957). Член КПСС с 1943 г.
Родился 31 августа 1921 г. в селе Глебово Сапожковского уезда Рязанской губернии (ныне Путятинский район Рязанской области) в многодетной крестьянской семье.
Учился в Глебовской начальной школе и Путятинской средней школе, которую окончил в 1939 г.
С октября 1939 г. слесарь на Московском заводе «Серп и Молот».
В октябре 1940 г. призван в РККА, служил в 24-м пограничном отряде Главного управления пограничных войск НКВД СССР (г. Бельцы). С июня 1941 г. в действующей армии. В составе 290-го Новороссийского стрелкового полка внутренних войск НКВД СССР освобождал Крым. После окончания войны служил в 79-м погранотряде (г. Симферополь). Демобилизовался в октябре 1947 г. в звании капитана. Награждён орденом Отечественной войны 2-й степени (06.04.1985), медалями «За боевые заслуги» и «За оборону Кавказа».
- октябрь 1947 — май 1948 инструктор Путятинского райкома ВКП(б),
- май 1948 — февраль 1950 заместитель директора Песочинской МТС по политчасти.
- февраль 1950 — март 1952 второй секретарь Путятинского райкома ВКП(б).

С марта 1952 года первый секретарь Ерахтурского райкома КПСС. В то время Ерахтурский район был одним из самых отстающих в Рязанской области, колхозы из года в год не выполняли государственные планы и задания по заготовкам сельскохозяйственных продуктов.
Из служебной характеристики: 
```
«…За время работы тов. Пронина в Ерахтурском районе райком партии провел большую организаторскую и политическую работу, серьезно укрепил руководящими кадрами колхозы, МТС, районные и сельские советские и хозяйственные организации, умело мобилизовал партийную организацию и всех трудящихся на преодоление отставания сельского хозяйства района… В 1955—1956 хозяйственном году колхозы района увеличили поголовье общественного скота по всем видам, большая работа была проведена райкомом партии и лично тов. Прониным по повышению продуктивности общественного животноводства и прежде всего молочного. За высокие удои молока в 1955 году секретарь райкома КПСС Н. Х. Пронин награждён Большой золотой медалью ВДНХ и премирован автомашиной «Победа».»
```

В 1956 году надой молока на корову составил 3 001 кг. Район одним из первых в области выполнил государственный план заготовок и закупок по всем видам сельскохозяйственных продуктов. Во многих колхозах были построены новые типовые животноводческие помещения с механизацией трудоемких процессов.
Указом Президиума Верховного Совета СССР от 7 февраля 1957 г. «за выдающиеся успехи, достигнутые в работе по увеличению производства продуктов животноводства, широкое применение достижений науки и передового опыта…» Н. Х. Пронину присвоено звание Героя Социалистического Труда с вручением ордена Ленина и медали «Серп и Молот».
С декабря 1958 по сентябрь 1961 г. первый секретарь Касимовского горкома КПСС. В этот период завершилось строительство дороги Рязань-Касимов протяженностью 170 км, и железнодорожной ветки, соединившей Касимов с Московской железной дорогой на разъезде Ушинский. Касимов был подключен к системе Мосэнерго. Начал работу Касимовский народный театр (первый режиссёр — заслуженный деятель искусств РСФСР В. А. Орлов).
С октября 1961 г. Н. Х. Пронин — начальник Касимовского комбината коммунальных предприятий и благоустройства.
В сентябре 1966 г. назначен директором совхоза «Касимовский». Заочно окончил Рязанский сельскохозяйственный институт (1967). Расширил площади под картофелем до 600 га (1967).
В связи с ухудшением производственных показателей (продуктивности молочного скота, невыполнение заданий по росту поголовья) в августе 1972 г. освобождён от должности директора совхоза и 13 октября того же года вновь возглавил Касимовский комбинат коммунальных предприятий и благоустройства.
С 1 декабря 1985 г. на пенсии.
Умер 31 мая 1993 г., похоронен на Старом Касимовском городском кладбище.
Жена — Анна Александровна (работала на Касимовской овчинно-меховой фабрике), трое детей: Тамара, Валерий и Юрий.